# Noxious Bluff
Das Noxious Bluff (englisch für Giftige Klippe) ist ein 50 m hohes Kliff aus dunklem Fels an der Südwestküste von Zavodovski Island im Archipel der Südlichen Sandwichinseln.
Das UK Antarctic Place-Names Committee benannte es 1971 nach den hier aus Fumarolen entweichenden giftigen Gasen.